# Christian Kelch
Christian Kelch, född den 5 december 1657 i Greifenhagen, Pommern, död den 2 december i Reval, var en tysk historiker.
Kelch, som var evangelisk-luthersk pastor, författade Liefländische Historia (till 1690, 1695; en först 1875 tryckt Liefländischer Historiae Continuation omfattar tiden 1690–1707), ett arbete, som inte saknar betydelse för Sveriges historia.